# والي اندروز
والي اندروز (بالإنجليزية: Wally Andrews)‏ هو لاعب كرة قاعدة أمريكي، ولد في 18 سبتمبر 1859 في فيلادلفيا في الولايات المتحدة، وتوفي في 20 يناير 1940 في إنديانابوليس في الولايات المتحدة.

## وصلات خارجية
- والي اندروز على موقعبيزبول رفرنس.كوم (الدوري الرئيسي) (الإنجليزية)